# Verwaltungsgemeinschaft Saale-Wipper

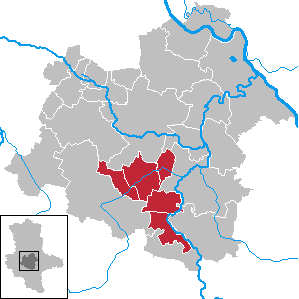
Lage der VG Saale-Wipper im Salzlandkreis

Die Verwaltungsgemeinschaft Saale-Wipper im ehemaligen Landkreis Bernburg (heute Salzlandkreis) in Sachsen-Anhalt war ein Zusammenschluss von fünf Gemeinden zur Erledigung ihrer Verwaltungsgeschäfte.
Die Verwaltungsgemeinschaft entstand am 1. Januar 2005 aus dem aufgelösten Verwaltungsgemeinschaften Alsleben und Wipperaue. Gleichzeitig wurden die Gemeinden Beesenlaublingen, Belleben und Strenznaundorf (ehemalige VG Alsleben) in die Stadt Könnern eingemeindet. Der Verwaltungssitz befand sich in der Stadt Güsten.
Schackstedt wurde am 1. Januar 2010 nach Stadt Aschersleben eingemeindet. Die anderen Gemeinden schlossen sich mit Giersleben und Amesdorf, das nach Güsten eingemeindet wurde, zur Verbandsgemeinde Saale-Wipper zusammen. Die Verwaltungsgemeinschaft wurde somit aufgelöst.

## Die ehemaligen Mitgliedsgemeinden mit ihren Ortsteilen
- Stadt Alsleben (Saale) mit Gnölbzig
- Stadt Güsten mit Osmarsleben
- Ilberstedt mit Bullenstedt und Cölbigk
- Plötzkau mit Bründel und Groß Wirschleben
- Schackstedt

## Belege
1. ↑  Heiko Wigrim: Schackstedt billigt Eingemeindung. Mitteldeutsche Zeitung, 29. Mai 2009, abgerufen am 6. Januar 2025.
2. ↑  Detlef Valtink: «Saale-Wipper» ist auf den Weg gebracht. Mitteldeutsche Zeitung, 5. Juni 2009, abgerufen am 6. Januar 2025.